# Смит, Рэнди (баскетболист)
Рэндольф «Рэнди» Смит (англ. Randolph "Randy" Smith, 12 декабря 1948 — 4 июня 2009) — американский профессиональный баскетболист, установивший рекорд НБА по количеству подряд сыгранных игр. С 1972 по 1982 год Смит участвовал во всех играх регулярного чемпионата, установив рекорд в 906 подряд сыгранных игр (этот рекорд позже был побит Эй Си Грином).

## Профессиональная карьера
Рэнди Смит был выбран на драфте НБА 1971 года в 7 раунде под общим 104 номером. Но уже в тренировочном лагере удивил всех своей игрой и попал в заявку клуба на предстоящий сезон. В своём дебютном сезоне он в среднем за игру набирал 13,4 очка. В последующих сезонах его игра всё больше улучшалась и по итогам сезона 1975/76 он был включён во вторую сборную всех звёзд НБА.
В 1978 году Смит был выбран для участие в матче всех звёзд. Выйдя со скамейки запасных, он стал самым результативным игроком, набрав 27 очков и был назван самым ценным игроком матча.
Смит 7 лет играх за «Брэйвз», до того, как клуб переехал и стал называться «Сан-Диего Клипперс». В первом году в Сан-Диего он в среднем за игру набирал более 20 очков. В 1979 году Смит был обменян в «Кливленд Кавальерс», где два года был капитаном команды. 1981 год он провёл в «Нью-Йорк Никс», а позже вернулся обратно в Сан-Диего. В 1983 году, отыграв 15 игр за «Атланту Хокс», он объявил о завершении своей игровой карьеры.

## Статистика

### Статистика в НБА
| Сезон                                                                                    | Команда            | Регулярный сезон | Регулярный сезон | Регулярный сезон | Регулярный сезон | Регулярный сезон | Регулярный сезон | Регулярный сезон | Регулярный сезон | Регулярный сезон | Регулярный сезон | Регулярный сезон | Серия плей-офф | Серия плей-офф | Серия плей-офф | Серия плей-офф | Серия плей-офф | Серия плей-офф | Серия плей-офф | Серия плей-офф | Серия плей-офф | Серия плей-офф | Серия плей-офф |
| Сезон                                                                                    | Команда            | GP               | GS               | MPG              | FG%              | 3P%              | FT%              | RPG              | APG              | SPG              | BPG              | PPG              | GP             | GS             | MPG            | FG%            | 3P%            | FT%            | RPG            | APG            | SPG            | BPG            | PPG            |
| ---------------------------------------------------------------------------------------- | ------------------ | ---------------- | ---------------- | ---------------- | ---------------- | ---------------- | ---------------- | ---------------- | ---------------- | ---------------- | ---------------- | ---------------- | -------------- | -------------- | -------------- | -------------- | -------------- | -------------- | -------------- | -------------- | -------------- | -------------- | -------------- |
| 1971/72                                                                                  | Баффало            | 76               |                  | 27,6             | 48,2             |                  | 62,2             | 4,8              | 2,5              |                  |                  | 13,4             | Не участвовал  | Не участвовал  | Не участвовал  | Не участвовал  | Не участвовал  | Не участвовал  | Не участвовал  | Не участвовал  | Не участвовал  | Не участвовал  | Не участвовал  |
| 1972/73                                                                                  | Баффало            | 82               |                  | 31,7             | 44,3             |                  | 72,7             | 4,8              | 5,1              |                  |                  | 14,8             | Не участвовал  | Не участвовал  | Не участвовал  | Не участвовал  | Не участвовал  | Не участвовал  | Не участвовал  | Не участвовал  | Не участвовал  | Не участвовал  | Не участвовал  |
| 1973/74                                                                                  | Баффало            | 82               |                  | 33,5             | 49,2             |                  | 71,2             | 3,8              | 4,7              | 2,5              | 0,0              | 15,5             | 6              |                | 37,8           | 40,0           |                | 65,0           | 4,3            | 4,5            | 1,7            | 0,2            | 14,2           |
| 1974/75                                                                                  | Баффало            | 82               |                  | 36,6             | 48,4             |                  | 80,0             | 4,2              | 6,5              | 1,7              | 0,0              | 17,8             | 7              |                | 40,9           | 47,6           |                | 86,7           | 4,3            | 7,0            | 2,6            | 0,1            | 18,0           |
| 1975/76                                                                                  | Баффало            | 82               |                  | 38,6             | 49,4             |                  | 81,7             | 5,1              | 5,9              | 1,9              | 0,0              | 21,8             | 9              |                | 42,9           | 50,3           |                | 83,7           | 5,8            | 8,6            | 1,6            | 0,0            | 22,6           |
| 1976/77                                                                                  | Баффало            | 82               |                  | 37,7             | 46,7             |                  | 76,2             | 5,6              | 5,4              | 2,1              | 0,1              | 20,7             | Не участвовал  | Не участвовал  | Не участвовал  | Не участвовал  | Не участвовал  | Не участвовал  | Не участвовал  | Не участвовал  | Не участвовал  | Не участвовал  | Не участвовал  |
| 1977/78                                                                                  | Баффало            | 82               |                  | 40,4             | 46,5             |                  | 80,0             | 3,8              | 5,6              | 2,1              | 0,1              | 24,6             | Не участвовал  | Не участвовал  | Не участвовал  | Не участвовал  | Не участвовал  | Не участвовал  | Не участвовал  | Не участвовал  | Не участвовал  | Не участвовал  | Не участвовал  |
| 1978/79                                                                                  | Сан-Диего Клипперс | 82               |                  | 37,9             | 45,5             |                  | 81,3             | 3,6              | 4,8              | 2,2              | 0,1              | 20,5             | Не участвовал  | Не участвовал  | Не участвовал  | Не участвовал  | Не участвовал  | Не участвовал  | Не участвовал  | Не участвовал  | Не участвовал  | Не участвовал  | Не участвовал  |
| 1979/80                                                                                  | Кливленд           | 82               |                  | 32,6             | 45,2             | 18,9             | 82,3             | 3,1              | 4,4              | 1,5              | 0,1              | 17,6             | Не участвовал  | Не участвовал  | Не участвовал  | Не участвовал  | Не участвовал  | Не участвовал  | Не участвовал  | Не участвовал  | Не участвовал  | Не участвовал  | Не участвовал  |
| 1980/81                                                                                  | Кливленд           | 82               |                  | 26,8             | 46,6             | 3,6              | 81,5             | 2,4              | 4,4              | 1,4              | 0,2              | 14,6             | Не участвовал  | Не участвовал  | Не участвовал  | Не участвовал  | Не участвовал  | Не участвовал  | Не участвовал  | Не участвовал  | Не участвовал  | Не участвовал  | Не участвовал  |
| 1981/82                                                                                  | Нью-Йорк           | 82               | 40               | 24,8             | 46,5             | 27,3             | 80,8             | 1,9              | 3,1              | 1,1              | 0,0              | 10,0             | Не участвовал  | Не участвовал  | Не участвовал  | Не участвовал  | Не участвовал  | Не участвовал  | Не участвовал  | Не участвовал  | Не участвовал  | Не участвовал  | Не участвовал  |
| 1982/83                                                                                  | Сан-Диего Клипперс | 65               | 16               | 19,4             | 48,9             | 18,8             | 86,3             | 1,4              | 3,0              | 0,8              | 0,0              | 9,1              | Не участвовал  | Не участвовал  | Не участвовал  | Не участвовал  | Не участвовал  | Не участвовал  | Не участвовал  | Не участвовал  | Не участвовал  | Не участвовал  | Не участвовал  |
| 1982/83                                                                                  | Атланта            | 15               | 0                | 9,5              | 43,9             | 0,0              | 92,9             | 0,5              | 0,9              | 0,1              | 0,0              | 4,7              | 2              | 0              | 7,5            | 20,0           | -              | 100,0          | 0,5            | 2,0            | 0,5            | 0,0            | 3,0            |
|                                                                                          | Всего              | 976              | 56               | 32,2             | 47,0             | 15,5             | 78,1             | 3,7              | 4,6              | 1,7              | 0,1              | 16,7             | 24             | 0              | 38,1           | 46,5           | -              | 81,6           | 4,5            | 6,5            | 1,8            | 0,1            | 17,5           |
| Наведите курсор мыши на аббревиатуры в заголовке таблицы, чтобы прочесть их расшифровку. |                    |                  |                  |                  |                  |                  |                  |                  |                  |                  |                  |                  |                |                |                |                |                |                |                |                |                |                |                |